# Il mio amico Hitler
Il mio amico Hitler (titolo orig. わが友ヒットラー, Waga Tomo Hittorā) è un'opera teatrale del giapponese Yukio Mishima, pubblicata il 13 ottobre 1968. Andò in scena per la prima volta dal 18 al 31 gennaio 1969: in una di queste recite, lo stesso autore interpretò la parte di Adolf Hitler. Nel dramma, sono ritratte le figure storiche del dittatore nazista, di Gustav Krupp, Gregor Strasser ed Ernst Röhm che Mishima usa come portavoci delle idee dell'autore sul nazismo e la bellezza.
In Italia venne rappresentata nel 1994 al Teatro Nuovo di Napoli per la regia di Tito Piscitelli e nel 2019 a Teatri di Vita di Bologna per la regia di Andrea Adriatico.

## Trama
La storia é ambientata a Berlino, alla fine del giugno 1934. Il Presidente della Repubblica Paul von Hindenburg è in fin di vita e Adolf Hitler, già cancelliere del Reich da un anno, progetta di ereditarne la carica per assumere un potere incontrastato. Per riuscirci gli occorrono il sostegno degli industriali, quale Krupp, e dell’esercito, che però chiedono in cambio lo scioglimento delle SA, le truppe d’assalto di Ernst Röhm. Questo lo scenario nel quale Mishima ambienta il suo dramma, dando voce con sorprendente capacità di penetrazione alle opposte ragioni dei protagonisti di quei giorni. Il dramma racconta i momenti che precedono la Notte dei lunghi coltelli, ovvero quelle fra il 29 e 30 giugno del ’34, durante le quali Hitler diede l'ordine di sterminare Röhm e gli altri capi delle SA, al culmine di una lotta per il potere interno al partito nazista. In quelle ore venne tagliata la testa all’ala rivoluzionaria degli hitleriani, rappresentata dall'"amico di Hitler", Röhm, e da Gregor Strasser.

## Edizioni italiane
- Il mio amico Hitler, traduzione di Lydia Origlia, Collana Quaderni della Fenice n.93, Parma, Guanda, 1983, 2016, ISBN 978-88-235-1455-3.